# Strada statale 714 Tangenziale di Pescara

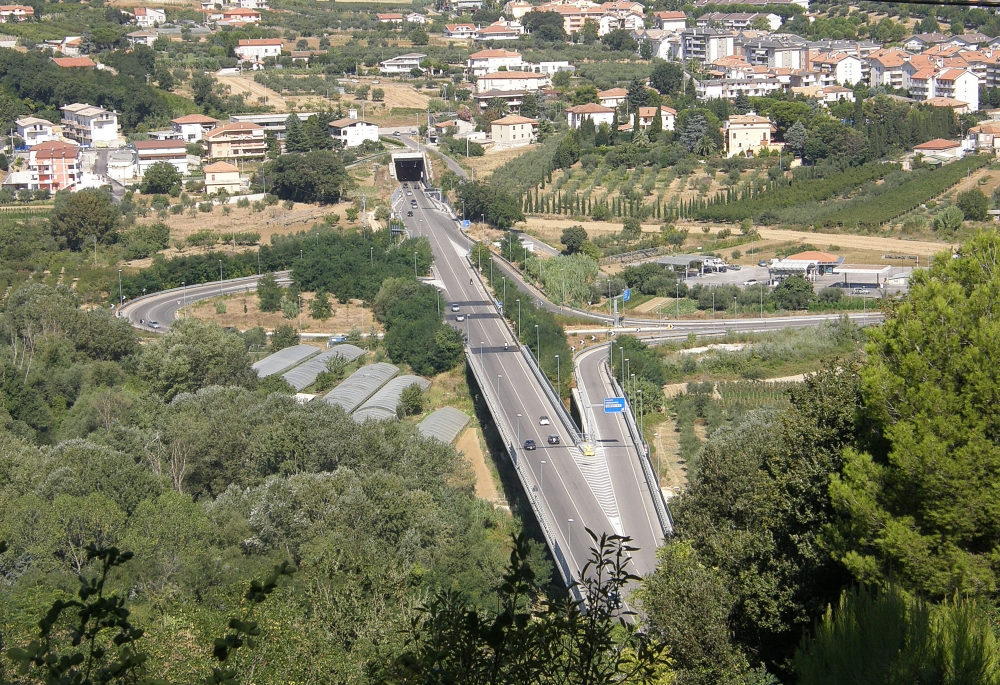
Lo svincolo Francavilla al mare, tra le gallerie Le Piane e San Silvestro, aperto nel 2007

La strada statale 714 Tangenziale di Pescara (SS 714), già in parte compresa nell'itinerario della strada statale 16 Adriatica e nelle nuove strade ANAS 297 Variante di Francavilla al Mare e 343 Variante di Montesilvano, è una strada extraurbana principale italiana che lambisce il centro abitato di Pescara, collegandola con i comuni dell'area metropolitana. Si tratta di un'arteria di fondamentale importanza poiché veicola il traffico lungo la direttrice nord-sud adriatica, spostandolo in sede per lo più sopraelevata ai margini della città abruzzese.

## Storia

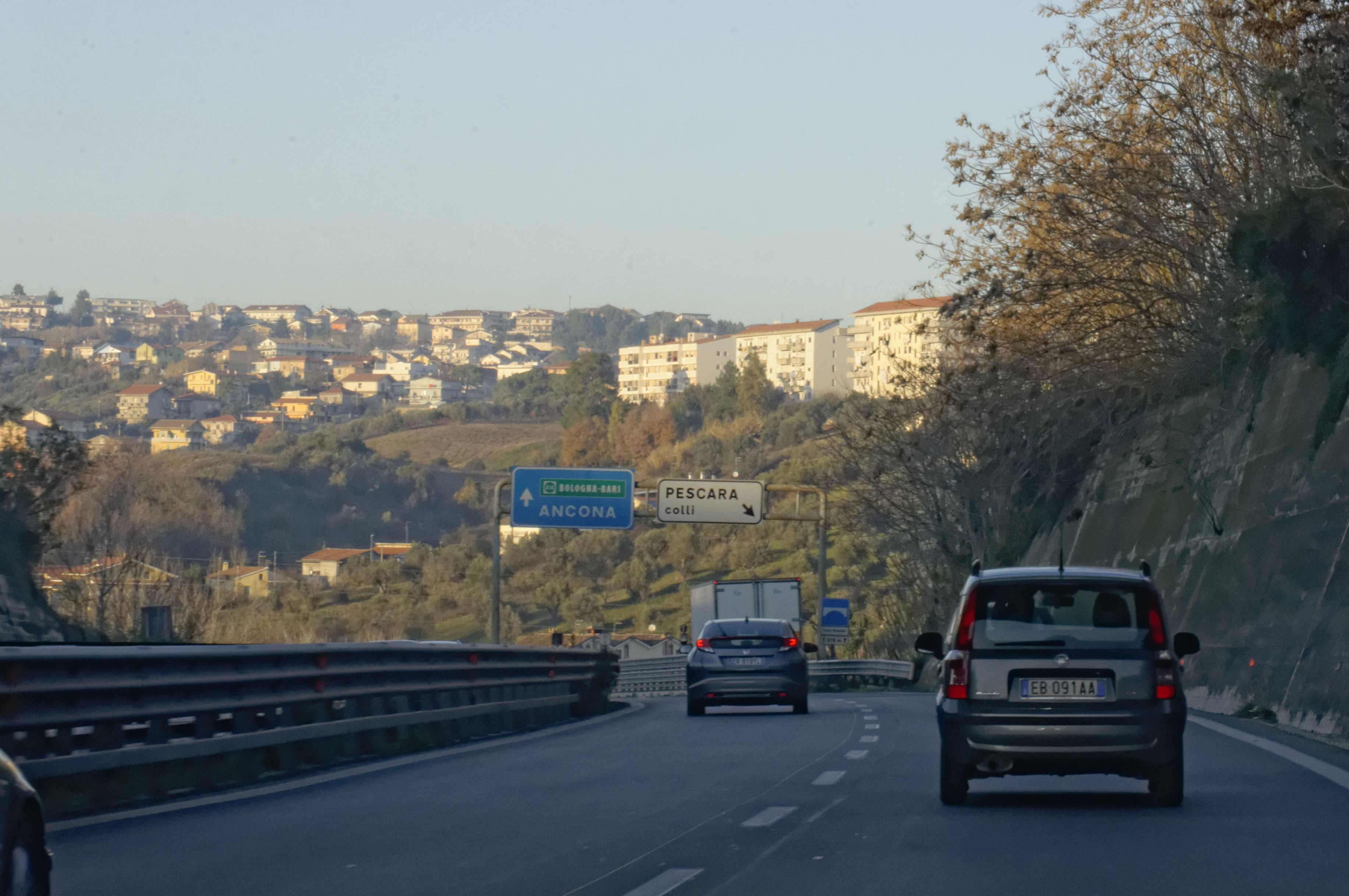
La strada nei pressi dello svincolo Pescara colli

Il primo tratto aperto dell'arteria è sotteso alla circonvallazione di Pescara, infrastruttura aperta nel dicembre 1983. Essa aveva origine dalla strada statale 16 Adriatica al confine tra i comuni di Montesilvano e Pescara e terminava sulla stessa SS 16 a sud di Pescara, nei pressi del confine con Francavilla al Mare. L'infrastruttura venne inserita nell'itinerario della strada statale 16 Adriatica, di cui ha fatto parte fino all'istituzione della SS 714.
Col passare degli anni e con l'aumento della mole di traffico gravitante nell'area metropolitana pescarese, nacque l'esigenza di snellire dal traffico una porzione più ampia della statale adriatica, corrispondente ai comuni immediatamente a nord ed a sud di Pescara, ovvero Montesilvano e Francavilla al Mare. Nacque così il progetto del prolungamento della circonvallazione, completato nel 2009.
Il prolungamento verso Francavilla al Mare (9,283 km) è avvenuto in tre diverse fasi di apertura: la prima, relativa al tratto finale tra il casello autostradale dell'A14 e l'innesto con la SS 263, risale al 21 dicembre 2005; la seconda, relativa al tratto tra il casello autostradale dell'A14 e lo svincolo Francavilla centro, è datata 14 maggio 2007 mentre l'ultimo tratto dallo svincolo Francavilla centro all'allacciamento con la circonvallazione preesistente è stato aperto il 20 luglio 2007. Tale arteria fu temporaneamente denominata nuova strada ANAS 297 Variante di Francavilla a Mare (NSA 297).
Verso nord, invece, il nuovo tratto (2,894 km) è stato inaugurato il 20 ottobre 2009 e provvisoriamente denominato nuova strada ANAS 343 Variante di Montesilvano (NSA 343).
La classificazione SS714 Tangenziale di Pescara, è avvenuta infine nel 2012, col seguente itinerario: "Innesto con la S.P. n. 25 per Montesilvano Colle - Innesto con la ex S.S. n. 263 alla svincolo di Foro (Francavilla)". 

## Percorso
Il tracciato ha origine nel quartiere Villa Carmine di Montesilvano diramandosi dalla SP 25 bis Montesilvano Colle-Casino Ranalli, a breve distanza dalla strada statale 16 bis Adriatica. L'arteria prosegue in galleria fino alla località Santa Filomena, dov'è presente l'intersezione con la SS 714 dir che conduce alla zona meridionale di Montesilvano e a quella settentrionale di Pescara, sulla strada statale 16 Adriatica.
Il percorso prosegue verso l'entroterra incontrando ulteriori svincoli, che permettono di accedere alla zona collinare e al centro di Pescara, fino all'attraversamento del fiume Pescara e all'intersezione con il raccordo autostradale 12 Asse attrezzato e la strada statale 16 dir/C del Porto di Pescara.

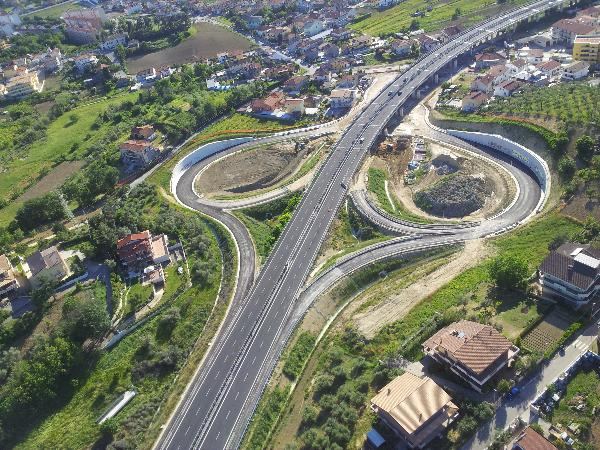
Lo svincolo Pescara via Tirino, aperto nel 2012

La strada costeggia quindi l'aeroporto di Pescara prima di intersecare la strada statale 5 Via Tiburtina Valeria, e dopo lo svincolo di via Tirino prosegue riavvicinadosi alla costa, raggiungibile tramite lo svincolo di San Silvestro Spiaggia che conduce alla Pineta Dannunziana. Da qui il percorso si fa rettilineo e parallelo alla costa, perlopiù sviluppato in due lunghe gallerie intervallate dai due svincoli per Francavilla al Mare e per il casello autostradale Pescara Sud-Francavilla al Mare dell'autostrada A14 Adriatica, innestandosi infine sulla strada statale 263 di Val di Foro e di Bocca di Valle, ai margini meridionali dell'abitato di Francavilla al Mare. È ancora in fase di progettazione il proseguimento dell'arteria verso nord fino al comune di Pineto.

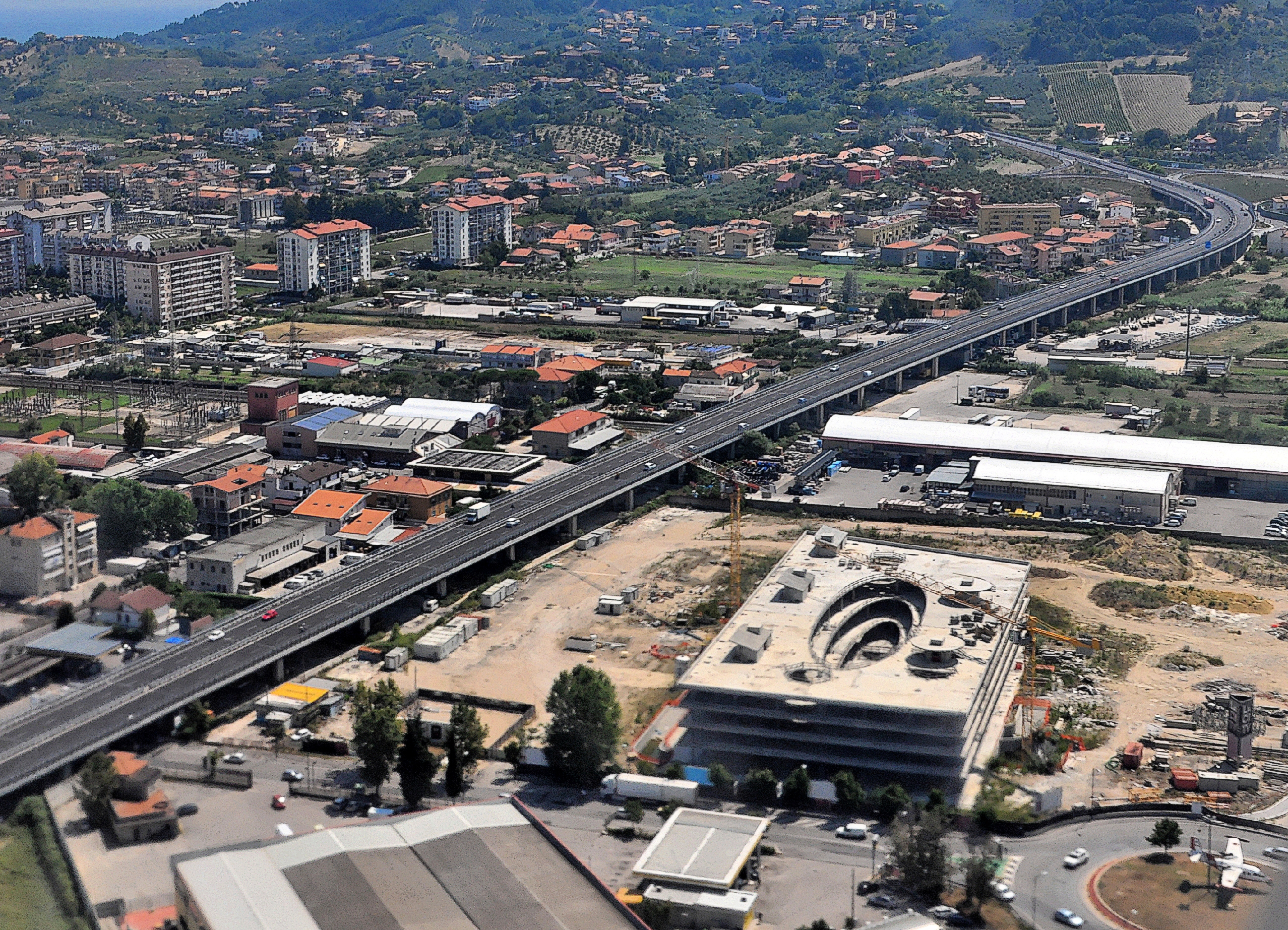
La strada nei pressi dell'aeroporto di Pescara

| Tangenziale di Pescara |        |                                               |      |      |                                            |           |
| Tipo                   | Numero | Nome svincolo                                 | ↓km↓ | ↑km↑ | Note                                       | Provincia |
|                        | -      | Ancona Bologna-Bari Montesilvano nord         | 0,0  | 20,6 | Immissione su SP 25 bis                    | PE        |
|                        | -      | Galleria i Pianacci                           | 0,3  | 18,5 | Galleria a canna singola, lunghezza 1832 m | PE        |
|                        |        | Pescara nord Montesilvano sud                 | 2,4  | 18,2 | Intersezione con SS 714 dir                | PE        |
|                        | -      | Galleria San Giovanni                         | 2,7  | 16,4 | Galleria a doppia canna, lunghezza 1400 m  | PE        |
|                        |        | Pescara colli                                 | 4,7  | 15,3 |                                            | PE        |
|                        | -      | Area di servizio                              | 6,3  | 14,1 |                                            | PE        |
|                        |        | Spoltore ospedale                             | 6,7  | 13,4 |                                            | PE        |
|                        |        | Pescara autostrade Chieti                     | 7,6  | 12,7 | Intersezione con RA 12 e SS 16 dir/C       | PE        |
|                        | bis    | centro porto                                  | -    | 12,4 | Accessibile solo in direzione sud-nord.    | PE        |
|                        |        | Pescara ovest Sambuceto aeroporto             | 8,2  | 12,0 |                                            | PE        |
|                        |        | Pescara via Tirino                            | 9,6  | 10,6 |                                            | PE        |
|                        |        | Pescara sud stadio Adriatico Francavilla nord | 11,1 | 8,5  | Intersezione con SS 714 dir/A              | PE        |
|                        | -      | Galleria San Silvestro                        | 12,0 | 4,8  | Galleria a canna singola, lunghezza 3623 m | PE-CH     |
|                        |        | Chieti-Guardiagrele Francavilla               | 15,8 | 4,2  |                                            | CH        |
|                        | -      | Galleria Le Piane                             | 16,4 | 2,2  | Galleria a canna singola, lunghezza 1919 m | CH        |
|                        |        | Ripa Teatina Bologna-Bari                     | 18,8 | 1,3  | Intersezione con SS 714 dir/B              | CH        |
|                        | -      | Foggia-Ortona Miglianico-Guardiagrele         | 20,6 | 0,0  | Immissione su SS 263                       | CH        |

## Strada statale 714 dir Tangenziale di Pescara
La strada statale 714 dir Tangenziale di Pescara (SS 714 dir), già parte della strada statale 16 Adriatica (SS 16), è una diramazione della tangenziale di Pescara che collega la SS 714 alla zona di Santa Filomena, al confine fra Pescara e Montesilvano.
La strada faceva parte della Circonvallazione di Pescara, rappresentandone il tratto iniziale. Come tutto il resto della circonvallazione, fu inserita nell'itinerario della strada statale 16 Adriatica, fino alla classificazione della SS 714, quando ha ottenuto l'attuale denominazione con il seguente itinerario: "Innesto con la S.S. n. 714 presso Montesilvano Colle - Innesto con la S.S. n. 16 presso Montesilvano Marina".

## Strada statale 714 dir/A Tangenziale di Pescara
La strada statale 714 dir/A Tangenziale di Pescara (SS 714 dir/A), già parte della strada statale 16 Adriatica (SS 16), è una diramazione della tangenziale di Pescara che collega la SS 714 alla parte meridionale di Pescara.
La strada faceva parte della Circonvallazione di Pescara, rappresentandone il tratto finale. Come tutto il resto della circonvallazione, fu inserita nell'itinerario della strada statale 16 Adriatica, fino alla classificazione della SS 714, quando ha ottenuto l'attuale denominazione con il seguente itinerario: "Innesto con la S.S. n. 16 (Km 454+830) a Pescara - Innesto con la S.S. n. 714 a Pescara".
Il 7 settembre 2024 il tratto finale della strada, consistente di una sopraelevata che costeggia la riserva naturale Pineta Dannunziana, è stato chiuso al traffico e sostituito dal precedente tracciato a raso dello svincolo, che si innesta in prossimità della strada statale 16 a circa 300 metri più a sud; è inoltre previsto l'abbattimento del tratto sopraelevato.

## Strada statale 714 dir/B Tangenziale di Pescara
La strada statale 714 dir/B Tangenziale di Pescara (SS 714 dir/B), già nuova strada ANAS 297 dir Variante di Francavilla a Mare (NSA 297 dir), è una diramazione della tangenziale di Pescara che collega l'A14 alla SS 714.
La strada rappresenta un'asta di collegamento dal casello autostradale Pescara Sud-Francavilla al Mare dell'A14 e la SS 714 nei pressi di Francavilla al Mare.
La sua costruzione è stata contestuale alla costruzione della tangenziale di Pescara ed è stato inaugurato assieme al primo tratto della variante di Francavilla al Mare il 21 dicembre 2005.
Provvisoriamente classificata come nuova strada ANAS 297 dir Variante di Francavilla a Mare (NSA 297 dir), nel 2012 ha ottenuto l'attuale classificazione col seguente itinerario: "Svincolo con l'A14 presso Francavilla - Innesto con la S.S. n. 714 in località Foro Morto".